# Єлена Анжуйська
Єлена Анжуйська (серб. Јелена Анжујска), ймовірно Єлена Ангеліна (грец. Έλενα Αντζελίνα, серб. Јелена Анђелина), (нар. між 1225 та 1236 — пом. 8 лютого 1314) — королева Сербії, протофеміністка, одна з найосвіченіших людей свого часу, значно впливала на політику та релігію, була дуже популярна в народі. Дружина сербського короля Стефана Уроша I, мати сербських королів Драгутина та Милутина.
Перша жінка, канонізована Сербською православною церквою. День пам'яті 12 листопада (30 жовтня).
Засновниця першої на Балканах та Сербії загалом школи для дівчат, православного монастиря Градац та католицьких монастирів у містах Бар, Ульцинь, Шкодер та Котор. З іменем Єлени пов'язують поширення впливу французької готики у сербському церковному зодчестві.

## Біографія
Походження королеви Єлени достеменно невідоме. За біографієм пера її сучасника, сербського архієпископа Данила II, вона походила із французької династії, а її родина була королівської чи імператорської крові. Інший сучасник, візантієць Георгій Акрополіт, писав про угорське походження. У XX столітті професор Мічиганського університету Джон Файн доводив, що Єлена Анжуйська була католичкою із Франції, імовірно, з династії Валуа. Сербський дослідник Александр Трбович вважає, що вона народилася у Палермо. Збірка європейських генеалогічних таблиць «Europäische Stammtafeln» повідомляє про її спорідненість з королями Сицилії з династії Анжу. Британець Гордон Макденієл відмічає, що в своїх листах королі Карл I та Карл II згадували Єлену разом із її сестрою Марією, яку наразі ототожнюють із Марією де Кайє, дружиною генерал-вікарія Албанії Ансо де Кайє. За цією версією, королева Єлена була донькою Іоанна Ангела, господаря Срема, та Матильди де Віанден.
Наразі французька теорія походження Єлени все частіше розглядається як недосконала.
У 1250 році вступила в шлюб з королем Сербії Стефаном Урошем I. За переказами, аби догодити дружині, король наказав висадити в долині річки Ібар кущі бузку, щоб дівчина з іншого краю почувала себе як удома.
У шлюбі народила п'ятьох дітей, з яких відомі четверо

## Діяльність

### Королева Сербії
Королева Анжуйська мала великий вплив на державні справи. Переконувала чоловіка укласти союз з Римом. Підтримувала міста Дубровник та Бар. Будучи однією з найосвіченіших людей свого часу, знала кілька іноземних мов, організувала при дворі перепис книг, мала значну бібліотеку. Невідомо, чи перейшла Єлена з католицтва у православ'я після шлюбу, але вона й надалі захищала католиків на сербських землях, особливо на узбережжі.
Серед народу королева була дуже популярною. Змальовували її як красиву, шляхетну та освічену жінку.
Економічний розквіт, який переживала Сербія за часів чоловіка Єлени, створив умови для розвитку мистецтва. Серед іншого, при дворі Єлени був створений церковний хор під керівництвом відомого диригента Рауля з Зін. Двір Єлени був у Брняку, перша згадка про це датується 1267—1268 роками. Там вона заснувала першу в історії Сербії та Балкан загалом школу для дівчат, де навчали ручної роботи та добрих звичаїв. Після закінчення дівчатами навчання королева знаходила їм чоловіків та давала за кожною великий посаг. У місті Бар Єлена створила лікарню. Також вона турбувалася про бідних, роздаючи милостиню на регулярній основі.
Восени 1276 року її син Драгутин скинув чоловіка з трону та заточив до Сопочанського монастиря, де батько і помер за півроку.

### Королева-мати

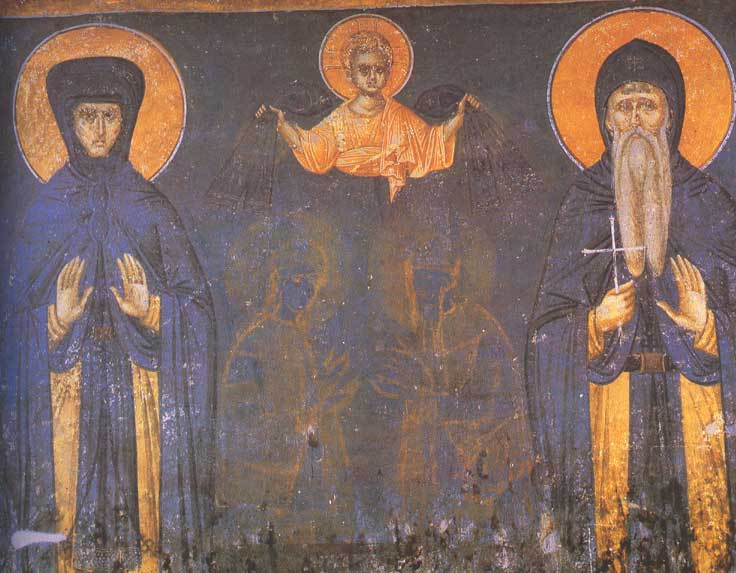
Єлена Анжуйська в чернечому одязі та з сином Милутином на фресці монастиря Грачаніца

Після усунення від влади Стефана Уроша I Сербія була поділена на три частини, між Єленою та синами. Від Драгутина, який став королем, Єлена отримала території Зети, Травунії, та землі від Дубровника до Скадара. Згодом Милутин, ставши королем, відібрав у неї регіони Примор'я і натомість дав землі в материковій частині країни, Плав та прилеглі до річки Ібар. Ці території отримали назву «земля королеви-матері». Єлена Анжуйська мала власні центральні і місцеві органи влади, казначеїв, суддів та військо, карбувала власну монету. Отримувала доходи від митних зборів. Налагодила поставки зерна до прибережних міст із Південної Італії.
У питаннях релігії Єлена Анжуйська була прихильницею церковної унії, до якої схиляла чоловіка, синів та свата болгарського царя Георгія. Листувалася з римськими папами. Підтримувала тісні зв'язки із католицьким патриціатом міст Далмації. Разом з сином Милутином дарувала католицькому місту Котор прилеглу жупу Грбаль. Правителем своєї канцелярії та посланцем до папського двору призначила католицького архідиякона Петра Жаретіча з Бара.
В той же час королева протегувала православній церкві та перебувала в добрих відносинах із предстоятелями Сербської Церкви архієпископом Іоанникієм I і особливо з Данилом II (під час перебування останнього ченцем і єпископом). Після смерті у 1279 році архієпископа Іоанникія Єлена брала участь у перенесенні його мощей до Сопочанського монастиря. Згідно із житієм, також листувалася з відлюдниками на Афоні, на Синаї, в Єрусалимі та в Раїфі.
У 1277 році заснувала монастир Градац неподалік Рашки як «задушбіну». За свідченнями архієпископа Данила, королева особисто контролювала хід будівництва. Запрошені нею західні майстри спорудили монастирський собор у перехідному стилі від романського до готичного, тому з ім'ям Єлени пов'язують поширення впливу французької готики у сербському церковному зодчестві (перш за все в архітектурному декорі).
Зведені й оновлені нею монастирі були виведені з-під влади єпархіальних архієреїв, вона призначала в них ігуменів, а після її смерті це робили її нащадки. Загалом Єленою було створено чи відновлено близько 30 православних та католицьких церков. Допомагала вона і храмам за межами країни, надсилаючи коштовні подарунки до Єрусалима, Сіная та Афона.
Близько 1280 року прийняла постриг під іменем Єлизавета та стала черницею у монастирі Святого Миколая поблизу Шкодера, де провела решту життя у великій схимі. Попри серйозну хворобу, дожила до глибокої старості. Біля 1291 року брала участь в реорганізації епископій у складі Барської католицької дієцезії. у 1303 році передала свої володіння під опіку Папського престолу.
Останні дні провела в своєму палаці у Брняку. Відчуваючи наближення кінця, закликала до двору найвідоміших ченців та вельмож країни. Померла спокійно та у повній свідомості 8 лютого 1314 року. Прах королеви було перенесено до монастиря Градац і поховано в одному з двох відділень саркофагу її чоловіка.

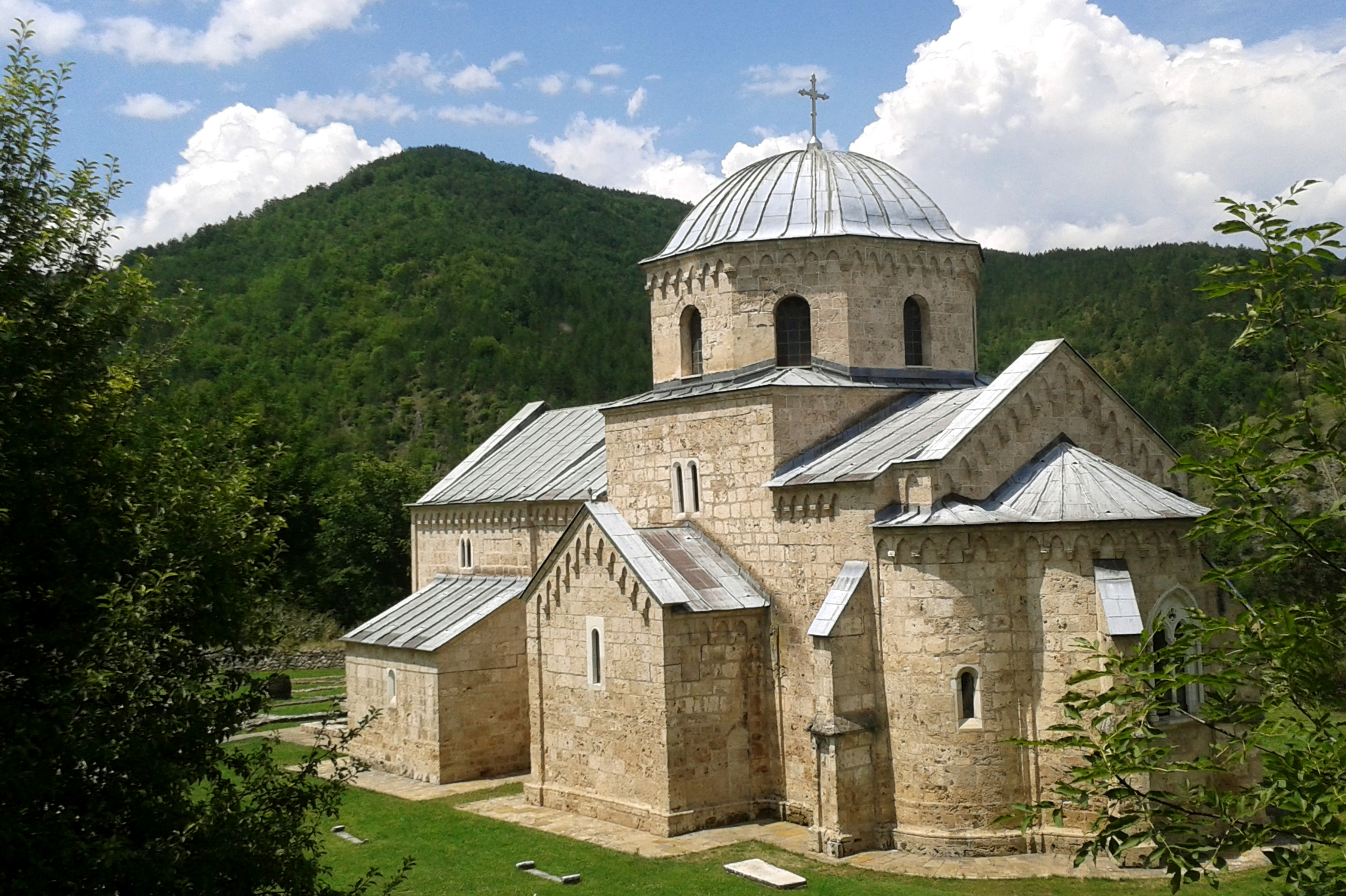
Монастир Градац

На похованні були присутні її син Милутин, посланці Драгутина, архієпископ Сербський Сава III з Печ, єпископ Баньский Данило, єпископ Рашський Павло, клір сербської церкви, цілий собор підданих і незліченна безліч жебраків і убогих, яким допомагала королева за життя.
В народі вона зберегла за собою добру пам'ять та повагу обох релігій.

### Після смерті
За легендою, за три роки після її смерті Єлена прийшла до одного ченця уві сні і попросила «дістати тіло з землі». Ігумен монастиря письмово сповістив про це явище єпископа Рашського Павла, який прибув в монастир і після соборного всенощного співу і моління відкрив гробницю. Тіло королеви виявилося нетлінним. 30 жовтня 1317 року вона була канонізована Сербською православною церквою. Під час турецького володарювання в Сербії її мощі були перенесені аби вберегти їх і досі не знайдені.

## Агіографія
Житіє Єлени Анжуйської було написане невдовзі після її смерті архієпископом Данилом II і включено до його збірки «Житія королів і архієпископів Сербських». Той же текст як самостійне житіє міститься в Хіландарського збірнику № 482, переписаному у 1536 році. Автор, який близько знав королеву і ставився до неї з неприхованою симпатією, написав розлогу похвалу християнських чеснот Анжуйської, обійшовши питання її конфесійної приналежності. Ряд відомостей про Єлену Анжуйську міститься також в житіях її чоловіка та синів, написаних тим же автором.

## Родина

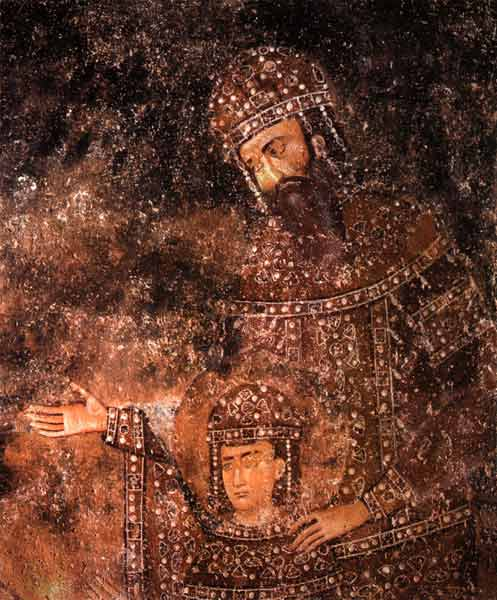
Стефан Урош із сином Драгутином

Чоловік — Стефан Урош
Дітиː
- Драгутин (1251—1316) — король Сербії у 1276—1282 роках, одружений з угорською принцесою Катериною Арпад, відомі четверо дітей;
- Милутин (1253—1321) — король Сербії у 1282—1321 роках, був у чотирьох шлюбах, мав четверо дітей;
- Бранка (біля 1253—1316) — одружена з жупаном Дьордем.[8]
- Стефан (біля 1258— до 1264) — помер у ранньому віці;
- донька (біля 1260—?).